# Liste der Kulturdenkmale in Göhl (Holstein)
In der Liste der Kulturdenkmale in Göhl sind alle Kulturdenkmale der schleswig-holsteinischen Gemeinde Göhl (Kreis Ostholstein) und ihrer Ortsteile aufgelistet (Stand: 10. März 2025).

## Legende
In den Spalten befinden sich folgende Informationen:
- Objekt-ID: die Nummer des Kulturdenkmales
- Lage: die Adresse des Kulturdenkmales und die geographischen Koordinaten. Kartenansicht, um Koordinaten zu setzen. In der Kartenansicht sind Kulturdenkmale ohne Koordinaten mit einem roten Marker dargestellt und können in der Karte gesetzt werden. Kulturdenkmale ohne Bild sind mit einem blauen Marker gekennzeichnet, Kulturdenkmale mit Bild mit einem grünen Marker.
- Offizielle Bezeichnung: Bezeichnung des Kulturdenkmales
- Beschreibung: die Beschreibung des Kulturdenkmales
- Bild: ein Bild des Kulturdenkmales

## Bauliche Anlagen
| Objekt-ID     | Lage                                             | Offizielle Bezeichnung        | Beschreibung | Bild |
| ------------- | ------------------------------------------------ | ----------------------------- | --- | ---- |
| 2041 Wikidata | Kremsdorf 11 (54° 17′ 53″ N, 10° 56′ 27″ O)      | Gut Kremsdorf: Torhaus 1804   | Alteintragung (Aktualisierung vorgesehen) - Begründung: Alteintragung (Aktualisierung vorgesehen) - Schutzumfang: Alteintragung (Aktualisierung vorgesehen) - Denkmaltyp: Bauliche Anlage | BW   |
| 1920 Wikidata | Ortsteil Gaarz 50 (54° 15′ 47″ N, 10° 58′ 40″ O) | Gut Gaartz: Herrenhaus        | Alteintragung (Aktualisierung vorgesehen) - Begründung: Alteintragung (Aktualisierung vorgesehen) - Schutzumfang: Alteintragung (Aktualisierung vorgesehen) - Denkmaltyp: Bauliche Anlage | BW   |
| 908 Wikidata  | Ortsteil Gaarz 50 (54° 15′ 46″ N, 10° 58′ 42″ O) | Gut Gaarz: Speicher (um 1690) | Alteintragung (Aktualisierung vorgesehen) - Begründung: Alteintragung (Aktualisierung vorgesehen) - Schutzumfang: Alteintragung (Aktualisierung vorgesehen) - Denkmaltyp: Bauliche Anlage | BW   |

## Quelle
- Liste der Kulturdenkmale in Schleswig-Holstein – Kreis Ostholstein (PDF)

- Karte mit allen Koordinaten:
- OSM |
- WikiMap